# 莫與齊 (天啓進士)
莫與齊（1560年—1627年），字元慎，號苍屏，广东广州府连州官籍。明朝政治人物。

## 生平
攻苦力学，讲习不倦，连之俊秀，多出其门。年五十岁序贡国学，益加淬励。万历四十三年（1615年）乙卯科廣東鄉試第二名举人，天启二年（1622年）登进士第，已六十三岁。工部观政，初授南直太平府推官，折狱详明，人称“莫青天”。天启六年改任教授，七年卒。
著有《曙光斋诗集》，已佚。今存文一篇，诗六首，残句一联。